# Opportunity No 17
Le district municipal d'Opportunity No 17 (anglais : Opportunity No. 17) est un district municipal de 3 074 habitants en 2011, situé dans la province d'Alberta, au Canada.

## Communautés et localités
Hameaux
- Calling Lake
- Red Earth Creek
- Sandy Lake ou Pelican Mountain
- Wabasca ou Wabasca-Desmarais

Localités
- Calling River
- Centre Calling Lake
- Chipewyan Lake
- North Calling Lake
- Peerless Lake
- Trout Lake

## Démographie
| 2011  | 2016  |
| ----- | ----- |
| 3 074 | 3 181 |